# Vuelta Femenina a Costa Rica
La Vuelta Femenina a Costa Rica (oficialmente: Vuelta Femenina Internacional a Costa Rica) es una carrera ciclista femenina por etapas que se realiza en Costa Rica y cuya primera edición se disputó en el año 1991, aunque no fue con su segunda edición en 2002 cuando se empezó a organizar con regularidad. Casi todas sus ediciones han sido amateur excepto la de 2009 y las de 2013 en adelante, que han sido profesionales de categoría 2.2 (última categoría del profesionalismo).
La carrera es organizada por la Federación Costarricense de Ciclismo.

## Palmarés
| Año                                                             | Ganador           | Segundo                | Tercero                      |           |
| --------------------------------------------------------------- | ----------------- | ---------------------- | ---------------------------- | --------- |
| 1991                                                            | Rosaura Méndez    |                        |                              |           |
| 1992-2001 ediciones no realizadas                               |                   |                        |                              |           |
| 2002                                                            | Karen Matamoros   | Jimena Arce            | Magdalena Angulo             |           |
| 2003                                                            | Karen Matamoros   | Millerlandy Agudelo    | Jimena Arce                  |           |
| 2004                                                            | Viviana Maya      | Sigrid Corneo          | Karen Matamoros              |           |
| 2005                                                            | Karen Matamoros   | Mayra Chinchilla       | Edith Guillén                |           |
| 2006                                                            | Adriana Rojas     | Alejandra Carvajal     | Yoilin Moreira               |           |
| 2007                                                            | Adriana Rojas     | Laura Camila Lozano    | Alejandra Carvajal           |           |
| 2008                                                            | Gloria Gutiérrez  | Luz Adriana Tovar      | Adriana Rojas                |           |
| 2009                                                            | Evelyn García     | Natalia Navarro Cerdas | Adriana Rojas                |           |
| 2010                                                            | Evelyn García     | Edith Guillén          | Adriana Rojas                |           |
| 2011                                                            | Edith Guillén     | Brenda Muñoz           | Natalia Navarro Cerdas       |           |
| 2012                                                            | Edith Guillén     | Natalia Navarro Cerdas | Marcela Rubiano              |           |
| 2013                                                            | Inga Čilvinaitė   | Addyson Albershardt    | Lorena María Vargas Villamil |           |
| 2014                                                            | Olga Zabelínskaya | Flávia Oliveira        | Alena Amialiusik             |           |
| 2015                                                            | Milagro Mena      | Flávia Oliveira        | Ana Teresa Casas             |           |
| 2016                                                            | Arlenis Sierra    | Ingrid Drexel          | Flávia Oliveira              |           |
| 2017                                                            | Arlenis Sierra    | Liliana Moreno         | Lilibeth Chacón              |           |
| 2018                                                            | Liliana Moreno    | Marcela Prieto         | Maria Jose Vargas            |           |
| 2019                                                            | Marcela Prieto    | Andrea Ramírez Fregoso | Flávia Oliveira              |           |
| 2020-2021 ediciones canceladas debido a la pandemia de COVID-19 |                   |                        |                              |           |
| 2020                                                            | cancelada         | cancelada              | cancelada                    | cancelada |
| 2021                                                            | cancelada         | cancelada              | cancelada                    | cancelada |
| 2022                                                            | Carolina Vargas   | Gabriela Soto          | Jennifer Sánchez             |           |
| 2023                                                            | Lilibeth Chacón   | Nadia Gontova          | Marcela Prieto               |           |
| 2024                                                            | Esther Galarza    | Gabriela Soto          | Karen Villamizar             |           |
| 2025                                                            |                   |                        |                              |           |

### Más victorias
| Ciclista        | Victorias | Años             |
| --------------- | --------- | ---------------- |
| Karen Matamoros | 3         | 2002, 2003, 2005 |
| Adriana Rojas   | 2         | 2006, 2007       |
| Evelyn García   | 2         | 2009, 2010       |
| Edith Guillén   | 2         | 2011, 2012       |
| Arlenis Sierra  | 2         | 2016, 2017       |

## Palmarés por países
| País        | Victorias |
| ----------- | --------- |
| Costa Rica  | 9         |
| Colombia    | 4         |
| El Salvador | 2         |
| Cuba        | 2         |
| Lituania    | 1         |
| Rusia       | 1         |
| Venezuela   | 1         |
| Ecuador     | 1         |